# Ттоккук
Ттоккук (кор. 떡국) — страва  корейської кухні, суп з галушками «тток». Його зазвичай їдять на Корейський Новий Рік. У ттоккук два інгредієнта - підлива (кук) і тонко нарізані рисові коржі тток. Вважається, що їсти ттоккук - добрий знак, а чашка ттоккука продовжує життя на рік. У ттоккук часто додають нарізане варене яйце, мариноване м'ясо і кім.

## Історія
Невідомо, чому корейці їдять ттоккук на Новий рік. Однак в книзі XIX століття про традиції «Тонгуксесігі» (동국 세시기, 東 國 歲時 記) ттоккук описується як суп з яловичим або фазановим бульйоном і перцем . У книзі також згадується традиція поїдання миски ттоккука новорічним ранком для того, щоб стати на рік старше, а також питання: «Скільки тарілок ттоккуку ви з'їли?» Для з'ясування віку співрозмовника .
У книзі «Традиції Чосон», написаної в 1946 році істориком Чхве Намсоном, стверджується, що традиція подавати на Новий рік ттоккук відома з давніх-давен. Білі тток, які означають чистоту, їли в Новий рік, щоб ознаменувати його наступ і залучити удачу .
Хоча ттоккук традиційно їли тільки в Новий рік, у XX столітті його вже стали подавати в будь-який час року.

## Склад та різновиди

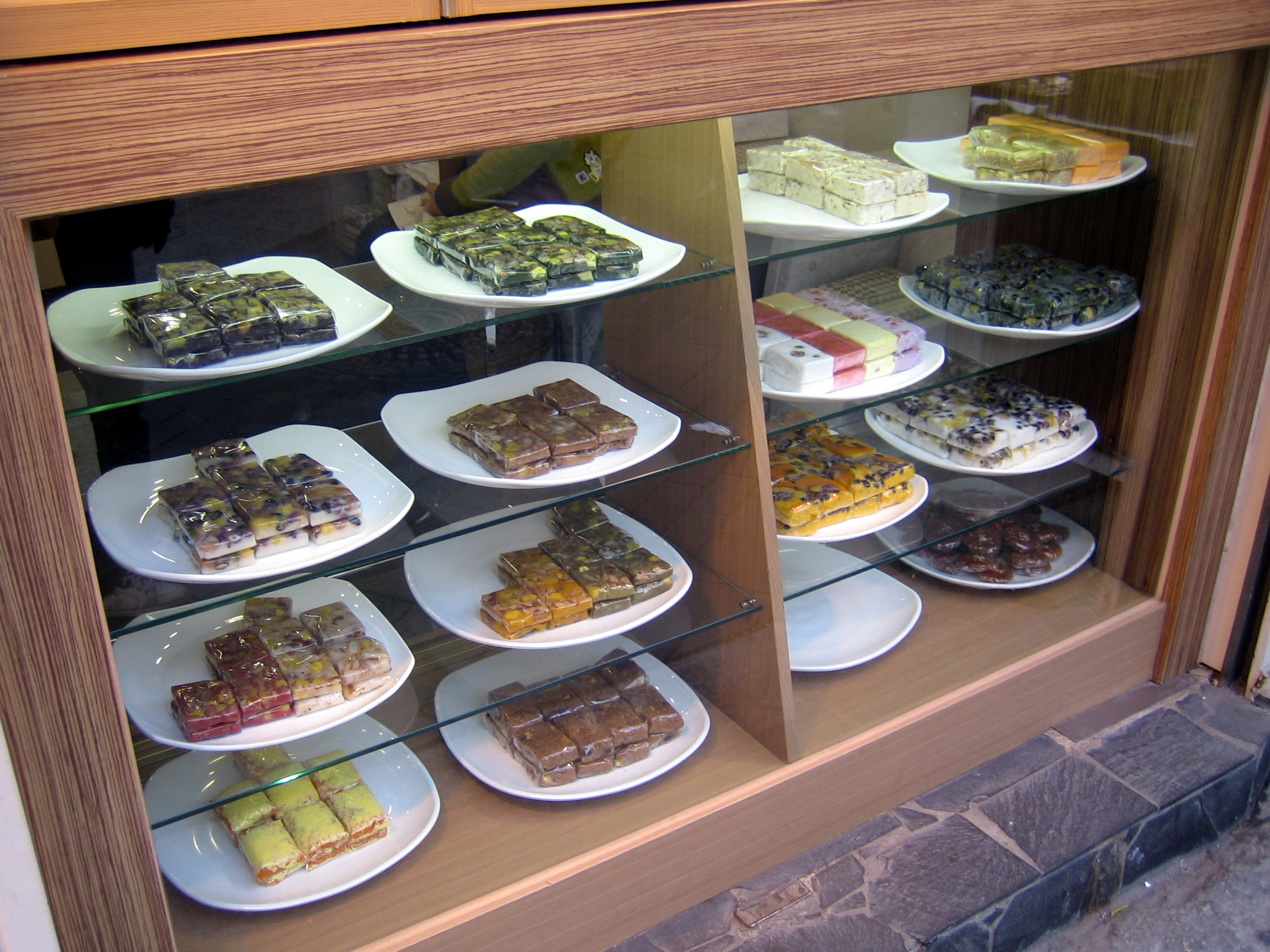
Тток на вітрині

Підливу (бульйон) готують з курки, яловичини, фазана, морепродуктів, свинини виварювання в бульйоні з соєвим соусом. Після цього бульйон фільтрується, а в нього по діагоналі нарізають каретток. Решту інгредієнтів додають вже перед подачею. Вони можуть різнитися, залежно від смаку кухаря, хоча найчастіше використовують нарізане яйце, водорість кім і зелену цибулю.
Різновиди ттоккуку включають:
- Сеньттоккук (생떡국, також «нальттоккук», 날 떡국), страва провінції Чхунчхондо, містить каретток з суміші клейкого і звичайного рису [3];
- Чореньітток (조랭이 떡국) - страва Кесону; тток у ньому має форму коконів [4];
- Конттоккук (곤 떡국) - страва острова Чеджудо, замість каретток використовується чольпентток [5].

В інший різновид ттоккуку, ттокмандукук, додають корейські пиріжки манду.

## У популярній культурі
Фільм «Ттоккук» (англійська назва «Новорічний суп», англ. New Year's Soup) вийшов у 1971 році. У ньому грали Юн Чоньхі і Ом Енран .